# Claire Castel
Claire Castel (Burdeos, 15 de enero de 1985) es una actriz pornográfica francesa.

## Biografía
Castel nació en enero de 1985 en la ciudad costera de Burdeos, en el departamento de Gironda en la región de Aquitania. Entró en la industria pornográfica en 2010, a los 24 años de edad, gracias a la productora Marc Dorcel, con la que firmó un contrato de exclusividad.
Castel no se considera una actriz porno, sino "una libertina y una exhibicionista". Para ella, "la pornografía no es un trabajo".
En 2012, la página web de la productora Dorcel promovió el nombre de Castel entre las candidatas a ser la actriz porno que tuviera su cuerpo estampado en la motocicleta del corredor Hugo Payen, una Yamaha WR450F, con la que participó en la edición del 2013 del Rally Dakar.
En 2013 y 2014 consiguió sendas nominaciones en los Premios AVN y XBIZ a la Artista femenina extranjera del año. En 2014, además, obtuvo una nominación en los AVN a la Mejor escena de sexo en producción extranjera por la película francesa Claire Castel: the Chambermaid.
Retirada en 2019, llegó a rodar más de 100 películas.

## Premios y nominaciones
| Año  | Ceremonia            | Resultado | Premio                                        | Trabajo                        |
| ---- | -------------------- | --------- | --------------------------------------------- | ------------------------------ |
| 2012 | Erotic Lounge Awards | Nominada  | Mejor actriz                                  | —                              |
| 2013 | Premios AVN          | Nominada  | Artista femenina extranjera del año           | —                              |
| 2013 | Premios AVN          | Nominada  | Mejor escena de sexo en producción extranjera | Pornochic 23: Claire Castel    |
| 2013 | Sex Awards           | Nominada  | Estrella porno del año                        | —                              |
| 2013 | Premios XBIZ         | Nominada  | Artista femenina extranjera del año           | —                              |
| 2014 | Premios AVN          | Nominada  | Artista femenina extranjera del año           | —                              |
| 2014 | Premios AVN          | Nominada  | Mejor escena de sexo en producción extranjera | Claire Castel: the Chambermaid |
| 2014 | Premios XBIZ         | Nominada  | Artista femenina extranjera del año           | —                              |
| 2016 | Premios XBIZ         | Nominada  | Artista femenina extranjera del año           | —                              |
| 2017 | Premios AVN          | Nominada  | Artista femenina extranjera del año           | —                              |
| 2017 | Premios AVN          | Nominada  | Mejor escena de sexo en producción extranjera | Luxure: Obedient Wives         |
| 2018 | Premios AVN          | Ganadora  | Mejor escena de sexo en producción extranjera | Claire Desires of Submission   |
| 2018 | Premios XBIZ Europa  | Nominada  | Mejor escena de sexo glamcore                 | Luxure: Comblees par d'Autres  |
| 2018 | Premios XBIZ Europa  | Nominada  | Mejor escena de sexo en película protagonista | Claire la soumise              |
| 2019 | Premios AVN          | Nominada  | Mejor escena de sexo en producción extranjera | Pornochic: Claire & Lana       |